# Blomsholm
Blomsholm i Skee socken i Bohuslän är ett område norr om Strömstad där det finns många fornminnen från stenåldern och fram till medeltiden. Bland annat finns en av Sveriges största domarringar respektive skeppssättningar i området. Domarringen består till skillnad från flertalet andra domarringar av ett jämnt antal (10) stenblock omkring mittstenen. Diametern är 38 meter. Skeppssättningen är 41 meter lång, 9 meter bred och består av 49 stenar. Dessa har olika höjd, stenarna midskepps är en meter medan stenarna i fören och aktern är 4 meter höga. Även 7 gravfält från järnåldern samt storhögen Grönehög finns här. Den viktiga motorvägen på E6 från Oslo till Köpenhamn via Göteborg går förbi Blomsholm.

## Blomsholms säteri
Blomsholms säteri som grundades 1625 av den nordtyske adelsmannen Anders Blume såldes första gången 1628 och redan 1644 blev Sven Ranck säteriets femte ägare. En minnessten från 1660-talet över Sven Ranck och hans hustru Anna Bergengren finns mitt i skeppssättningen även om de inte är begravda där utan i Halmstads kyrka.
I början av 1700-talet brann säteriet ned och ersattes 1710 av de byggnader som fortfarande finns på platsen. Under Karl XII:s krigståg mot Norge 1718 fungerade säteriet som fältsjukhus eftersom det låg vid Galärvägen, den transportled som Karl XII med 800 soldaters hjälp använde för att transportera tolv fartyg (galärer) över land och via sjöarna Strömsvattnet och Färingen till Idefjorden. Soldater som dog under kriget lär vara begravda i skeppssättningen.
Statarlängan som byggdes 1899 är idag servering och museum där en av de fyra lägenheterna är inredd på samma sätt som den var när den senaste stataren levde här 1938.
Blomsholms säteri ägs sedan 2003 av GLG-fastigheter

## Wikicommons
- Wikimedia Commons har media som rör Blomsholm.

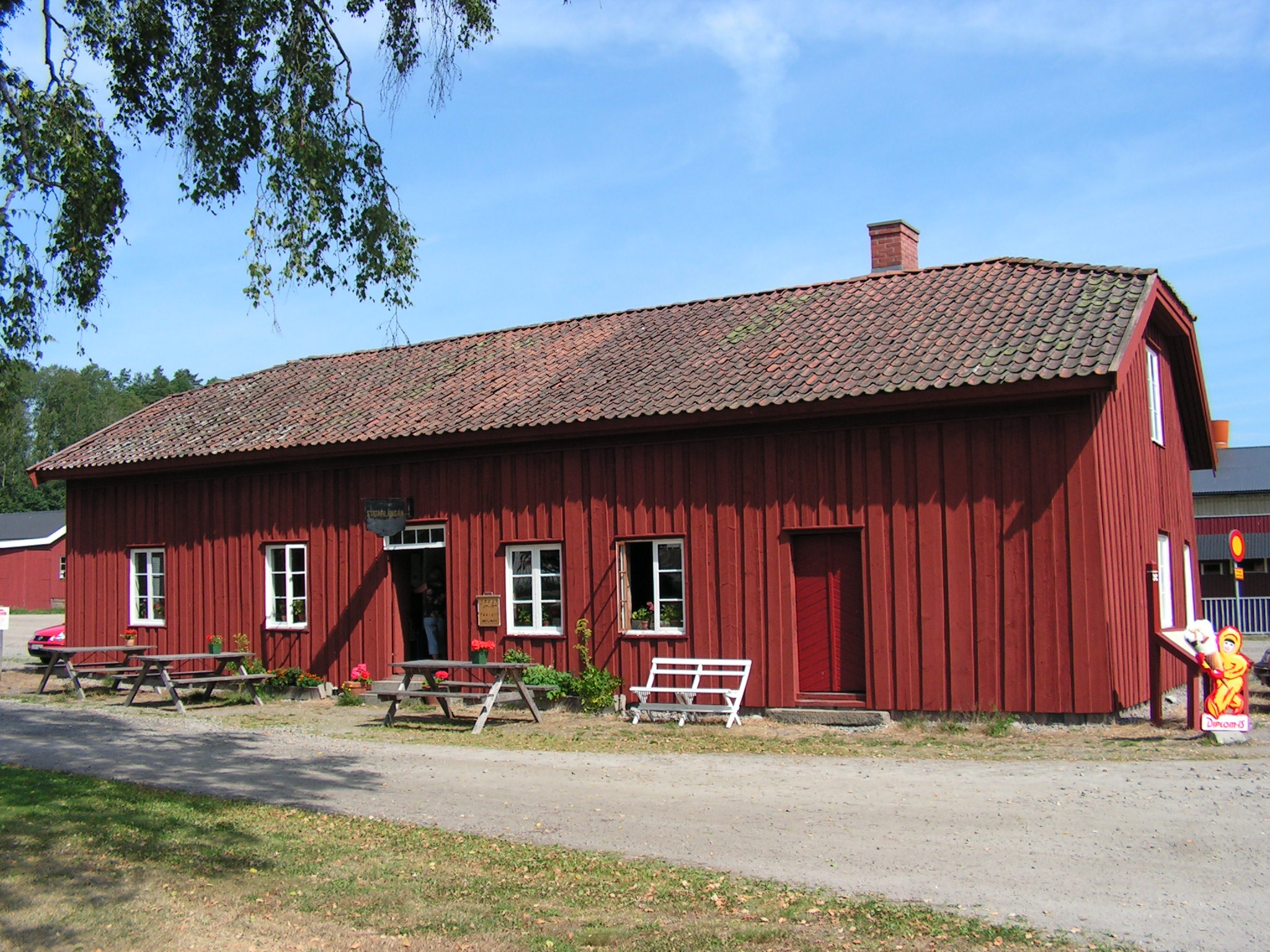
Statarlänga
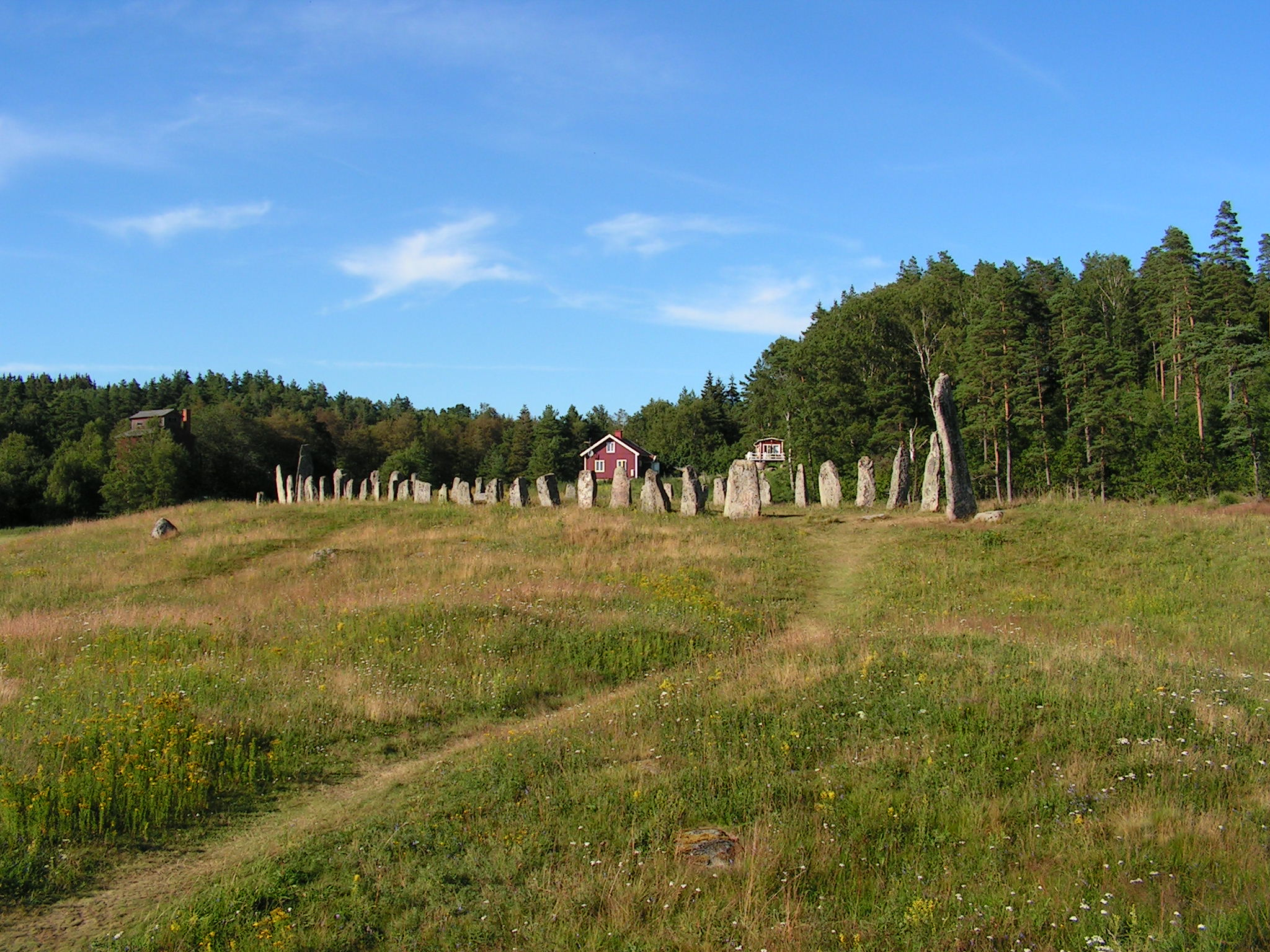
Skeppssättningen vid Blomsholm
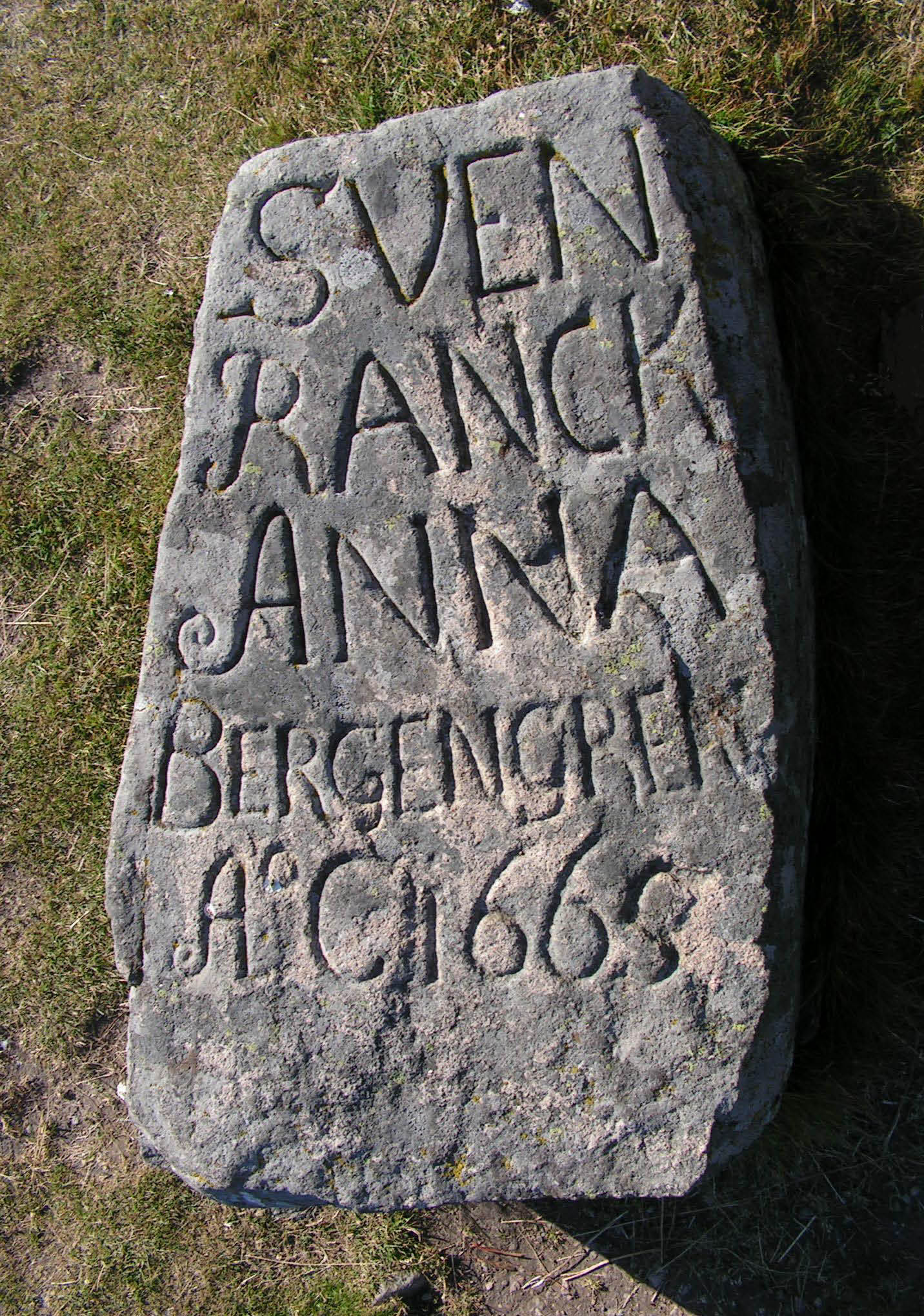
Minnesstenen över Sven Ranck och hans hustru Anna Bergengren mitt i skeppssättningen
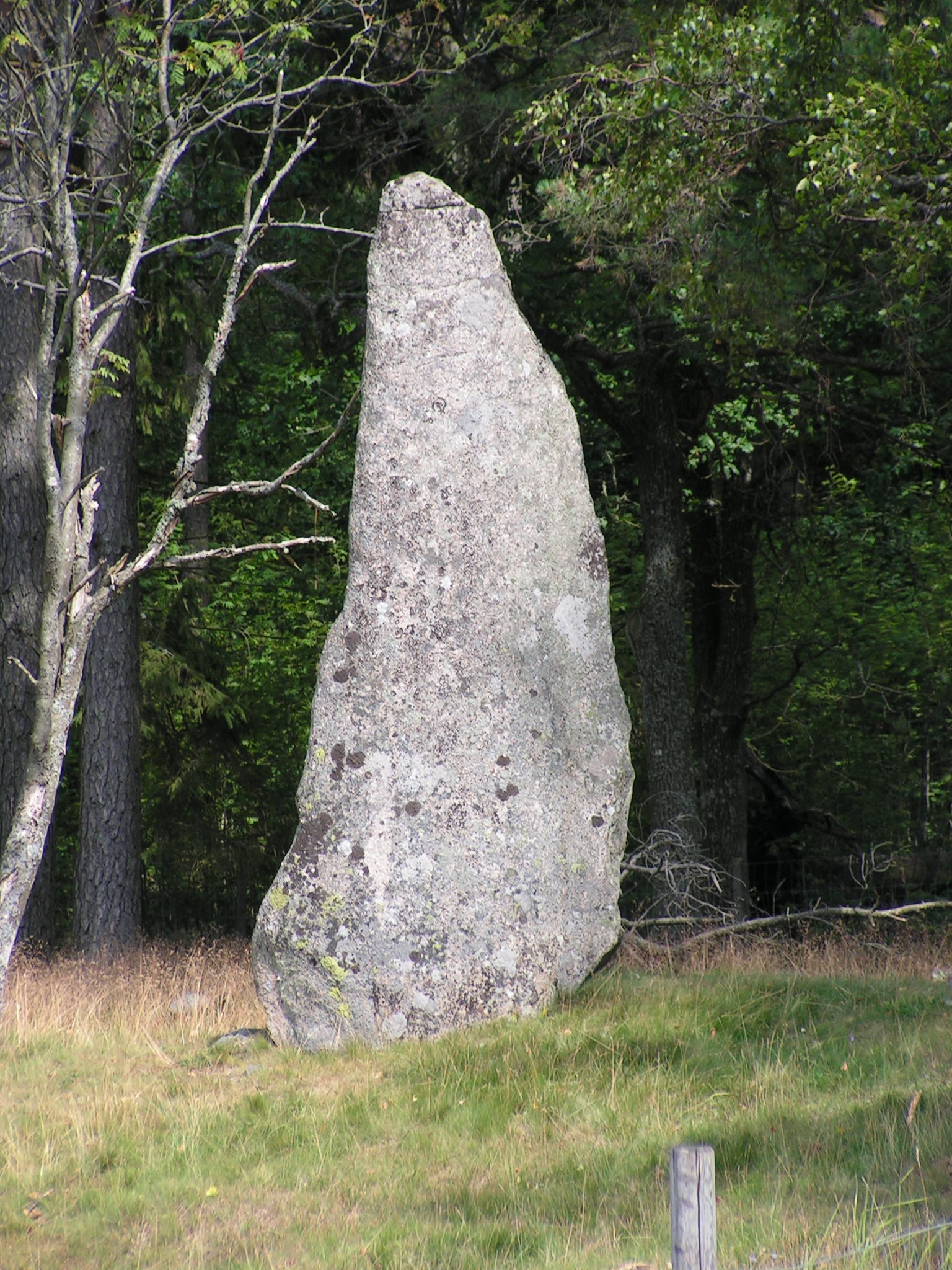
Flera resta stenar finns på Blomsholms ägor
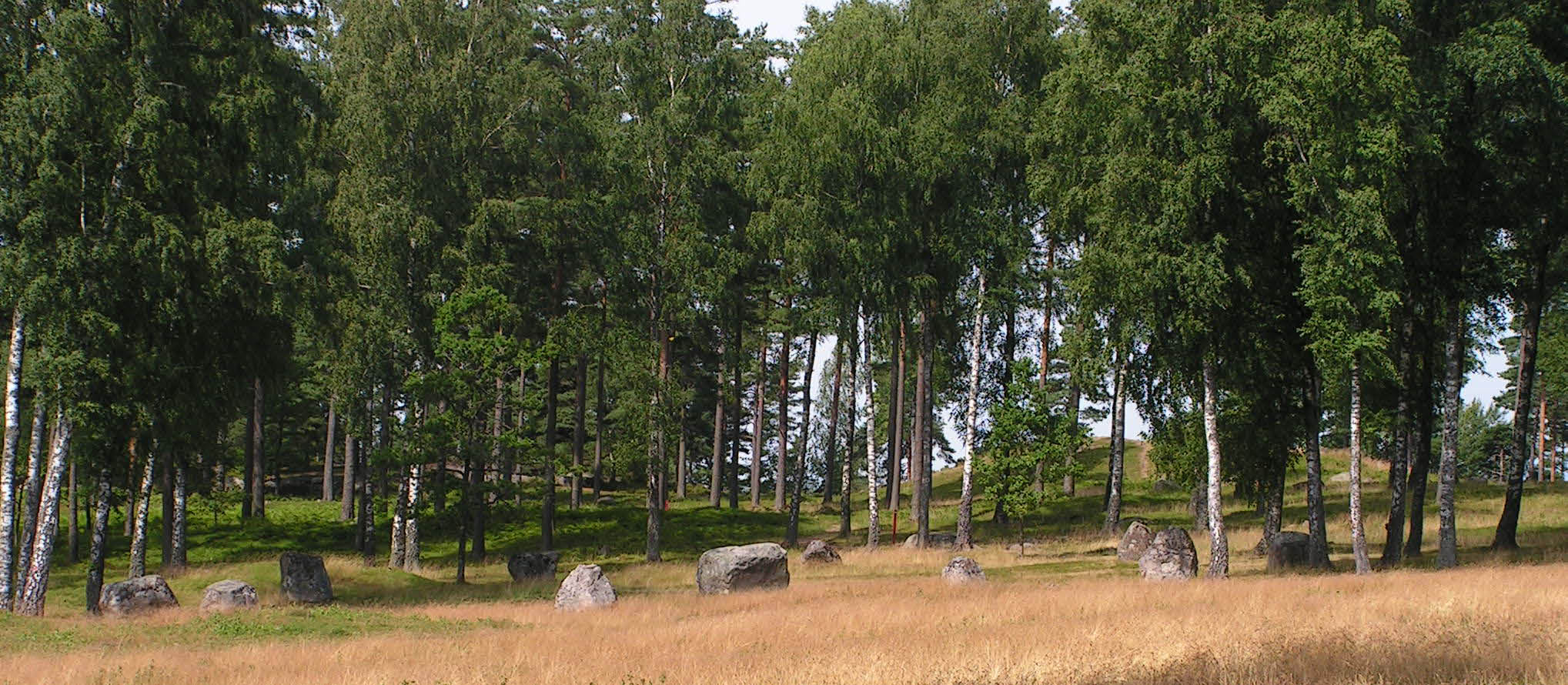
Den större av de två domarringar som finns på området
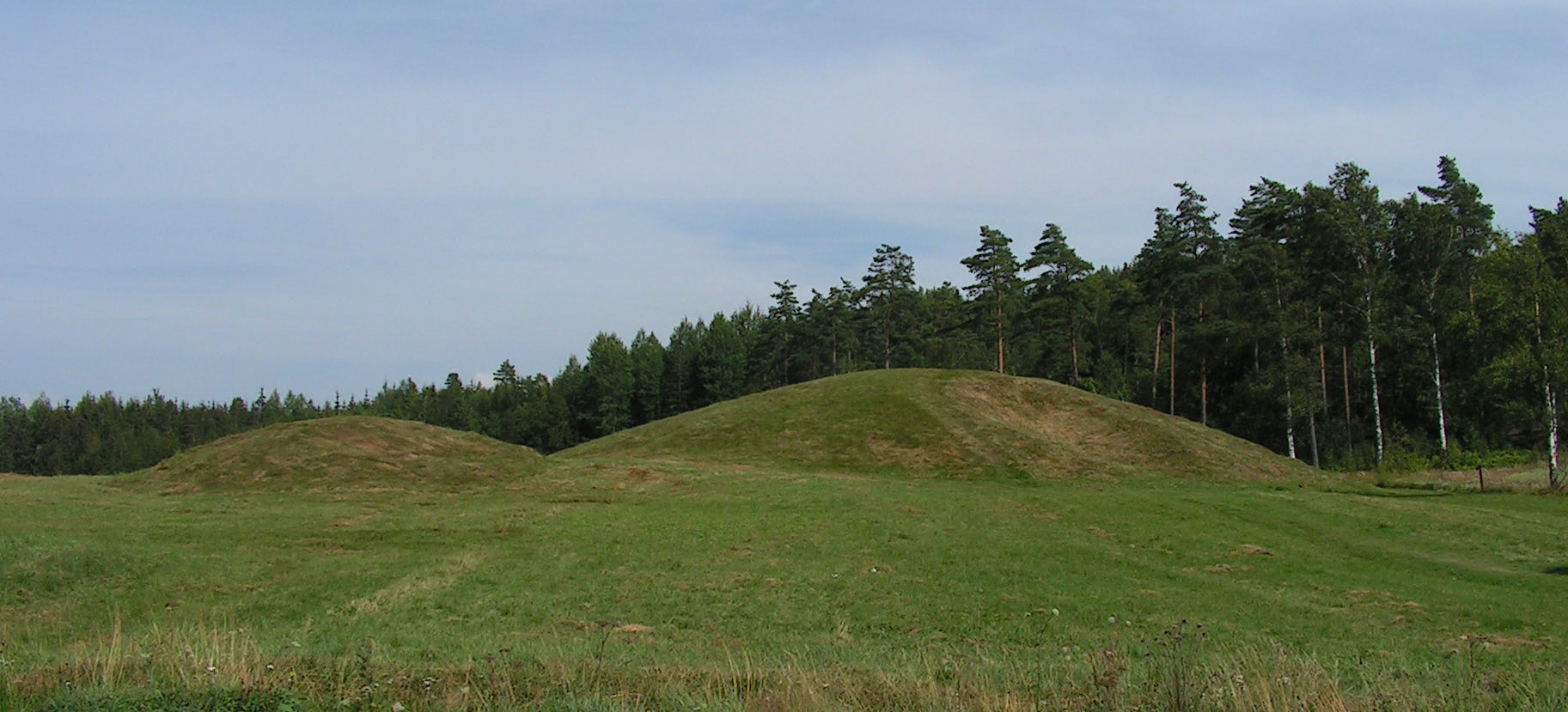
Grönehög ligger vid Värmlandsbro (Norra utfarten på E6 från Strömstad)
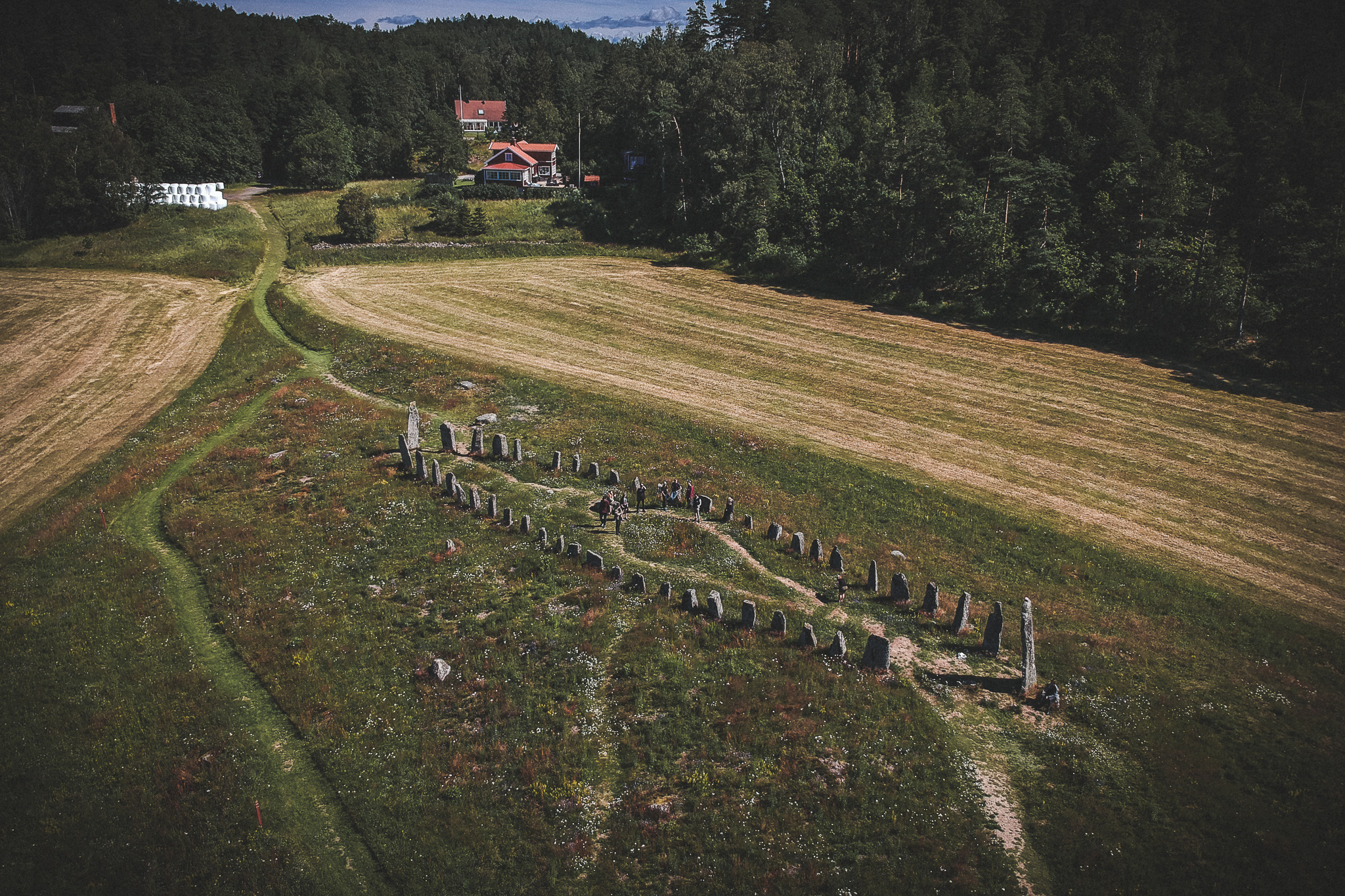
Skeppssättningen vid Blomsholm
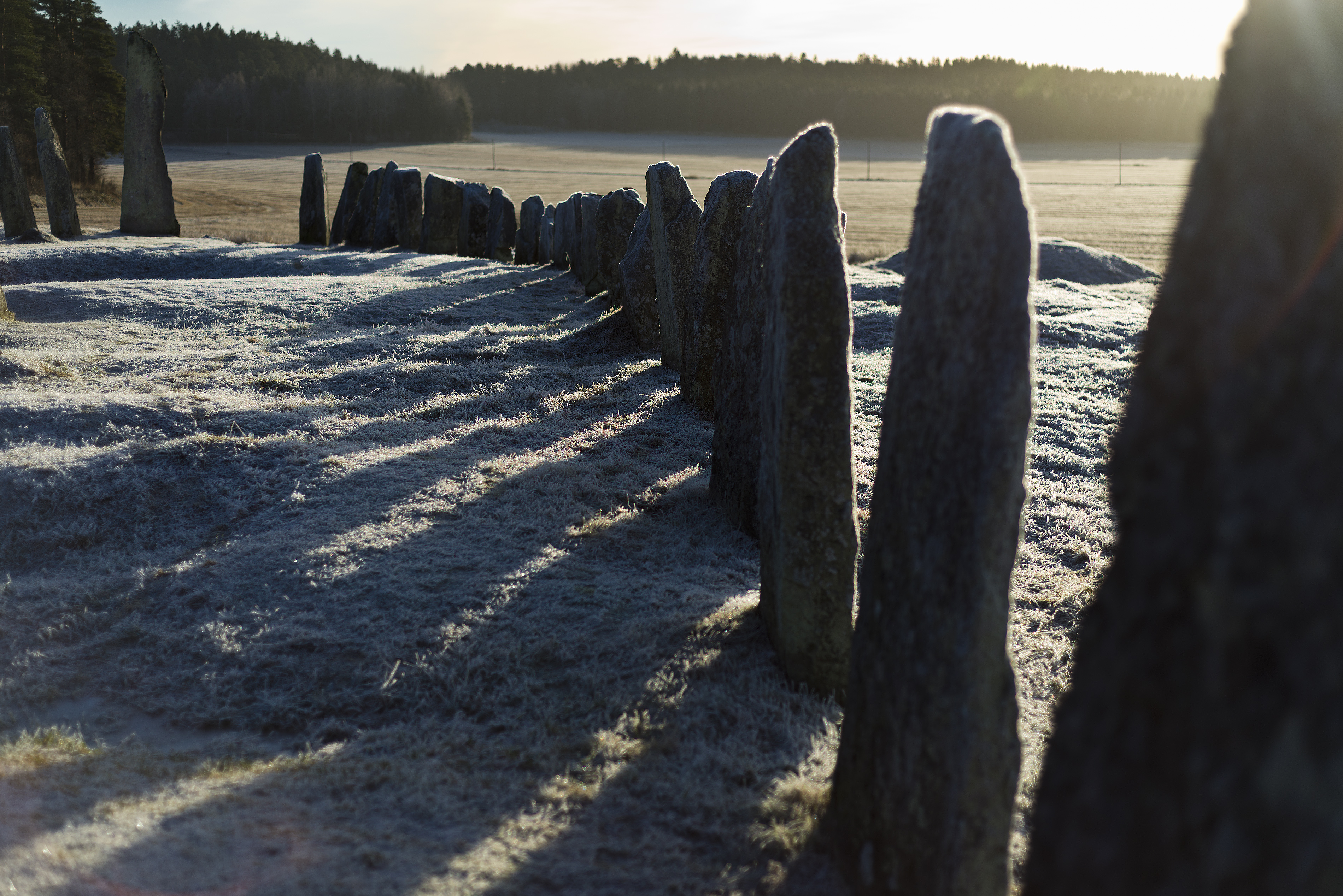
Blomsholmsskeppet
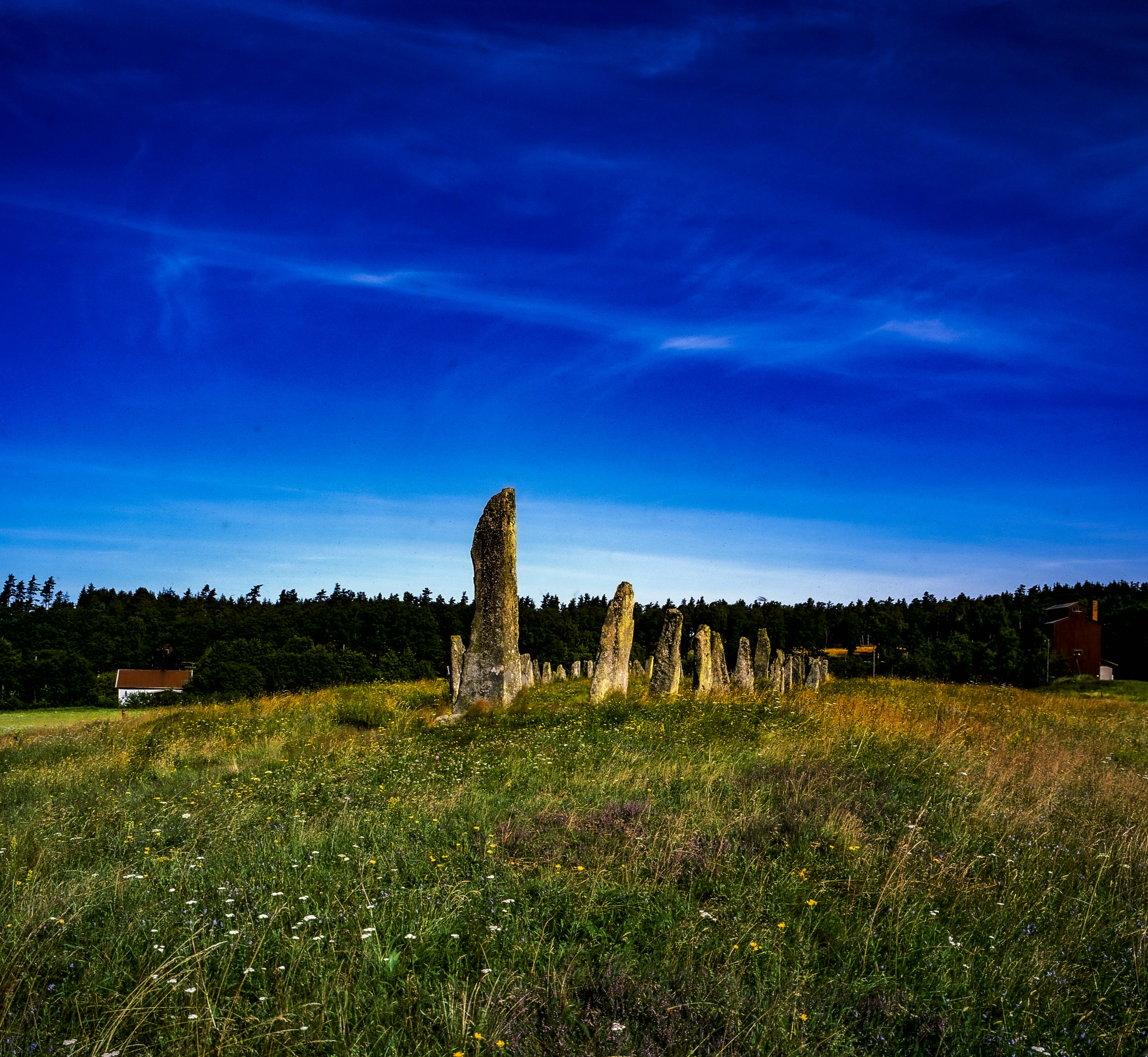
Blomsholmsskeppet